# Heteroglenea
Heteroglenea is een kevergeslacht uit de familie van de boktorren (Cerambycidae). De wetenschappelijke naam van het geslacht werd voor het eerst geldig gepubliceerd in 1897 door Gahan.

## Soorten
Heteroglenea omvat de volgende soorten:
- Heteroglenea bastiensis (Breuning, 1956)
- Heteroglenea dolosa Lin & Yang, 2009
- Heteroglenea fissilis (Breuning, 1953)
- Heteroglenea gemella Lin & Yang, 2009
- Heteroglenea glechoma (Pascoe, 1867)
- Heteroglenea mediodiscoprolongata (Breuning, 1965)
- Heteroglenea momeitensis (Breuning, 1956)
- Heteroglenea nigromaculata (Thomson, 1865)
- Heteroglenea vicinalis Lin & Yang, 2009